# كارل موراي
كارل موراي (بالإنجليزية: Karl Murray)‏ (26 أغسطس 1982 في المملكة المتحدة - ) هو لاعب كرة قدم بريطاني في مركز الوسط. شارك مع منتخب إنجلترا لكرة القدم C ‏. أما مع النوادي، فقد لعب مع إبسفليت يونايتد وشروزبري تاون ونادي بروملي وميدستون يونايتد ونورثويتش فيكتوريا ونادي وكينغ وEastleigh F.C. ‏ وساتون يونايتد وكارشالتون أثلتيك وCroydon Athletic F.C. ‏ وغرايز أتلاتيك ‏.

## وصلات خارجية
- كارل موراي على موقع قاعدة بيانات كرة القدم.إي يو (الإنجليزية)
- كارل موراي على موقع Soccerbase.com (لاعب) (الإنجليزية)